# Lac Bressani
Pour les articles homonymes, voir Bressani.
Le lac Bressani est un lac situé au Nord-du-Québec, au Québec, au Canada.

## Géographie, description
Ce lac est situé dans le comté du Nord-du-Québec, dans la province de Québec, au Canada, à 400 km au nord d'Ottawa.
À 391 m d'altitude, il s'étend sur 1,1 km2, pour 1,9 km de longueur nord-sud et 1,7 km de large dans le sens est-ouest.
Une forêt de conifères se développe dans les environs. La zone est très peu peuplée, avec moins de deux habitants au kilomètre carré.
Le climat est boréal, avec une température moyenne annuelle de -1 °C. En juillet, la température moyenne est de 16 °C, contre -20 °C en moyenne en janvier.
La pluviométrie moyenne annuelle est de 1 022 millimètres de précipitations. Septembre est le mois le plus pluvieux avec une moyenne de 120 mm, et février le mois le plus sec avec 39 mm.

## Historique
Ce lac porte le nom de François-Joseph Bressani (1612-1672), prêtre jésuite, missionnaire en Nouvelle-France.